# Ixora borboniae
Ixora borboniae är en måreväxtart som beskrevs av Arnaud Mouly och Birgitta Bremer. Ixora borboniae ingår i släktet Ixora och familjen måreväxter. Inga underarter finns listade i Catalogue of Life.